# Fremifontaine
Fremifontaine település Franciaországban, Vosges megyében. Lakosainak száma 421 fő (2022. január 1.). Fremifontaine Mortagne, Pierrepont-sur-l’Arentèle, Sainte-Hélène, Autrey, Brouvelieures és Grandvillers községekkel határos.

## Népesség
A település népességének változása:
| Lakosok száma | 480  | 482  | 499  | 469  | 454  | 440  | 435  | 428  | 421  |
|               | 2013 | 2015 | 2016 | 2017 | 2018 | 2019 | 2020 | 2021 | 2022 |